# Parastenocaris bidentata
Parastenocaris bidentata is een eenoogkreeftjessoort uit de familie van de Parastenocarididae. De wetenschappelijke naam van de soort is voor het eerst geldig gepubliceerd in 1981 door Dussart.